# Ранд, Туули
Ту́ули Ранд (эст. Tuuli Rand, 1 марта 1990, г. Курессааре, Эстония) — эстонская певица.

## Биография
Туули Ранд окончила Курессаарскую гимназию и Музыкальную школу имени Георга Отса. Была солисткой групп «TuuliKustiPeep», «Funkifize», «Bliss», «Estonian Dream Dixieland Band» и ансамбля «Söörömöö». На эстонском песенном конкурсе «Eesti otsib superstaari» она пришла в студию раундов, но не прошла в финал.
Будучи полуфиналисткой конкурса «Eesti Laul 2013», совмещала участие в двух проектах. С Лийзси Койксон и группой «Söörömöö» она исполнила песню «Üle vee» («Над водой») и сольно исполнила песню «Ring the Alarm» («Бей тревогу»). Песни заняли 5-е и 10-е места в финале соответственно.
На «Eesti Laul 2014» Туули исполнила с группой «VÖÖRAD» песню «Maailm on hull» («Сумасшедший ми»р), но не вышла из полуфинала. Также она выпустила свой первый сольный сингл «Do not Be Afraid» (Я не боюсь), которую она написала с барабанщиком Пеэпом Калласом.
Участвовала в конкурсе «Eesti Laul 2021» со своей песней «Üks öö» (Одна ночь).